# Psychiatrische verpleging
Psychiatrische verpleging is de beroepsmatige zorg voor patiënten met een psychische stoornis of handicap. Het theoretisch kader daarvoor biedt de psychiatrische verpleegkunde ofwel de leer van het psychiatrisch verplegen.

## Definitie
Psychiatrische verpleging houdt in:
- het ontvangen of bieden van beroepsmatige zorg, gebaseerd op de psychiatrische verpleegkunde
- het werkveld ofwel arbeidsterrein van psychiatrisch verpleegkundigen
- een onderdeel van de doelstelling van zorginstellingen, veelal verwoord in de stichtingsacte van de betreffende rechtspersoon
- een bekostigingstitel in een zorgverzekering.

## Psychiatrisch verplegen
Zorg voor mensen kan op vele manieren worden beschreven. In de gezondheidszorg is het gebruikelijk om het zorgaanbod te omschrijven in een diversiteit van activiteiten. Hierdoor kunnen cliënten, patiënten, naasten en familie, zorgverzekeraars, journalisten en het publiek zich een beeld vormen van dit zorgaanbod. Ook in de geestelijke gezondheidszorg, zoals in de ambulante geestelijke gezondheidszorg of in het psychiatrische ziekenhuis, is het aanbod van de diverse vormen van zorg zo te omschrijven. Psychiatrisch verplegen is een van de vormen van zorg en betreft een verzameling van een zestal clusters van activiteiten. De psychiatrische verpleging is gebaseerd op de leer van het psychiatrisch verplegen, de verpleegkunde.
Beroepsmatige zorgverlening op het terrein van de geestelijke gezondheid is te onderscheiden van informele zorg zoals deze door familie of vrijwilligers wordt geboden. Beroepsmatige ofwel professionele zorg op het terrein van de geestelijke gezondheidszorg is, tegen betaling, gericht op voorlichting en preventie, spoedeisende behandeling, intensieve specialistische behandeling en langdurige behandeling van patiënten met psychische stoornissen of psychische handicaps. In Nederland wordt deze zorg meestal bekostigd vanuit ziektekostenverzekeringen en de Wet langdurige zorg (Wlz; voorheen: AWBZ). Hiervoor is een indicatiestelling noodzakelijk en vervolgens zorgtoewijzing aan een daartoe erkende zorgaanbieder. Ook op particuliere basis kan verpleging worden ingehuurd, bijvoorbeeld bij een zelfstandig werkend psychiatrisch verpleegkundige.
In Nederland worden de aard en benodigde hoeveelheid zorg enerzijds in de zorgverzekering binnen een DBC, diagnosebehandelcombinatie, beschreven en anderzijds in de AWBZ via een centraal indicatiesysteem (CIZ) uitgedrukt in onderscheiden "zorgzwaarten". Het zorgkantoor en/of de zorgverzekeraar is belast met de bekostiging hiervan. Dit kan in natura of door toekenning van een persoonsgebonden budget.
In Vlaanderen wordt de individuele zorg bepaald door het Vlaams Agentschap voor Personen met een Handicap. Een van de mogelijke tegemoetkomingen is het PAB, het persoonlijk assistentiebudget.

## Inhoud vakgebied
Psychiatrische verpleging is gericht op het stellen van een (verpleegkundige) diagnose, het bepalen en uitvoeren van verpleegkundige interventies en het vaststellen van resultaten. Dit is in Nederland mede gebaseerd op de Wet op de beroepen in de individuele gezondheidszorg (Wet BIG) en de Wet op de geneeskundige behandelingsovereenkomst (WGBO) en gebeurt zo veel mogelijk in samenspraak met de patiënt. Er zijn zes clusters van beroepsmatige activiteiten: observeren; begeleiden; verplegen; verzorgen; diagnosticeren en therapeutisch handelen.

In Vlaanderen worden de bevoegdheden en verantwoordelijkheden van de verpleegkundigen, dus ook van de psychiatrisch verplegende geregeld door het RIZIV.

### Observeren
Hiermee worden activiteiten bedoeld die gericht zijn op het systematisch in beeld krijgen van individuele gezondheidsproblemen op diverse levensgebieden, ziekteverschijnselen, verschijnselen van psychische stoornissen, de omgang hiermee en de reactie op de behandeling en de verpleging daarvan. Een en ander zal resulteren in het vastleggen van deze feiten in een papieren of elektronisch zorgdossier of het mondeling rapporteren daarvan, het bijhouden van een journaal en het invullen van formulieren of onderzoeksvragenlijsten.
Het observeren ofwel klinisch redeneren in de psychiatrische verpleging is gebaseerd op het bezit van voldoende kennis van het gezond functioneren, leefstijlpatronen en eventuele beperkingen daarbij alsook van psychopathologie, gezondheidsproblematiek en gevolgen daarvan voor het functioneren, de behandeling daarvan en eventuele gevolgen van de behandeling. Door de patiënt en door verschillende beroepsgroepen op het terrein van de lichamelijke of geestelijke gezondheidszorg kunnen gerichte vragen gesteld worden inzake dit observeren. Om te kunnen komen tot een goede inschatting van de hulpvraag van de patiënt en het daarop baseren van een uitvoeringsplan, het verpleegplan, is het observeren vooral ook noodzakelijk voor een keuze van effectieve voorlichting en interventies.

### Begeleiden
In de geestelijke gezondheidszorg is het "doelgericht leiden" van mensen een belangrijk aspect van de behandeling. Vaak worden in overleg met de patiënt aanpassingen of gedragsveranderingen beoogd die door begeleiding van de patiënt kunnen worden gerealiseerd. Begeleiding kan ondersteunend of activerend van aard zijn en is vooral gericht op dat wat men wel kan; bij begeleiding staan de intacte of gezonde vermogens centraal. Getracht wordt de draagkracht van de patiënt te vergroten.
In de psychiatrische verpleging komt de activerende begeleidingsvorm veel voor. De betreffende deskundigheid is gebaseerd op inzichten van onder andere Hermann Simon "aktivere Therapie" (Gütersloh) en op de sinds 1975 ingevoerde eindtermen in de opleiding van psychiatrisch verpleegkundigen, die gebaseerd zijn op inzichten uit de andragogie. Bij activerende begeleiding gaat het om ziekteoverstijgende adaptatie en zelfmanagement. De begeleidend psychiatrisch verpleegkundige kan optreden als (tijdelijk) hechtingsfiguur.
Bij ondersteunende begeleiding gaat het om vergroten van autonomie, het benutten van sociale steun en vermaatschappelijking. De psychiatrisch verpleegkundige kan daarbij woonbegeleiding in de eigen leefsituatie thuis bieden. Begeleiding kan ook omvatten de zorgcoördinatie, advisering op het terrein van materiële zaken en procedures, begeleiding van mantelzorgers (systeembegeleiding), trajectbegeleiding of coaching.

### Verplegen
In engere zin betreft verplegen "doen voor de ander". Deze activiteiten kunnen zowel de acute of intensieve verpleging betreffen, maar ook de langdurige zorg voor chronisch zieken valt hieronder. In de geestelijke gezondheidszorg moet daaraan worden toegevoegd de zogeheten "bemoeizorg", die kan slaan op ongevraagde zorgverlening en zelfs tot drang of dwangzorg leiden. Dit laatste is voor Nederland geregeld in de Wet verplichte ggz (Wzggz).
De psychiatrisch verpleegkundige zal de "draad in het leven" van de patiënt bewaken en zo nodig de regie (tijdelijk) overnemen. Alles natuurlijk binnen overeengekomen kaders (behandelingsovereenkomst). Enerzijds is het verplegen gericht op preventieve zorg, op vroegtijdige onderkenning van symptomen en op voorlichting en educatie van de patiënt inzake gezondheidsproblemen of leefstijlaanpassing. Anderzijds is verplegen gericht op de feitelijke of potentiële reacties op ziekte en therapie. Het verplegen is van ondersteunende aard bij emotionele reacties en inlevend wanneer de motivatie of het inzicht in de zin van de behandeling sterk vermindert.
Getracht wordt de draaglast voor de patiënt van de psychische stoornissen of handicap te verminderen en de draagkracht te vergroten. Dit laatste aspect werd reeds beschreven door Florence Nightingale in haar boek "Notes on Nursing, What It Is, and What It Is Not" uit 1859. Deze grondlegster van de verpleegkunde beschreef het belang de patiënt in de best mogelijke conditie te brengen zodat de natuur haar heilzame werk kan doen.
Een onderdeel van verplegen is doelgroepdiagnostiek en het toepassen van medische of psychosociale interventies van verpleegkundige aard. Dit kunnen ook zogenaamde voorbehouden handelingen of risicovolle handelingen zoals het verplegen van patiënten in isolatie betreffen. Iedere patiënt heeft een persoonlijk begeleider, ofwel eerst verantwoordelijk verpleegkundige.

### Verzorgen
"Verzorgen" kent twee aspecten: de persoonlijke verzorging, ofwel de zorg voor de activiteiten van het dagelijks leven (ADL) en de huishoudelijke verzorging (HDL), ofwel de zorg van het individu om in onze maatschappij op verantwoorde wijze te wonen en deel te nemen aan de samenleving als burger. Bij verzorging gaat het in beginsel vooral om "presentie" en aandacht, maar niet moet onderschat worden hoeveel lichamelijk ongemak gepaard gaat aan psychische stoornissen of handicaps.

### Diagnosticeren
Het komen tot een diagnose staat aan het begin van de behandeling en verpleging. Hiertoe wordt gebruikgemaakt van observatiegegevens, zie: observeren. Ook kunnen tests informatie geven over aspecten van de stoornissen of handicaps. Naast een medische diagnose gerubriceerd in een erkend classificatiesysteem, in deze op basis van ICD-10, kennen we ook een verpleegkundige diagnose en classificatiesysteem. Vooral in de Verenigde Staten is hiervoor uitgebreide documentatie beschikbaar (NANDA).

### Therapeutisch handelen
Samen met de psychiater, de klinisch psycholoog, gezondheidszorgpsycholoog en psychotherapeut werkt de psychiatrisch verpleegkundige aan realisatie van een behandelingsovereenkomst met de patiënt. In het kader van psychiatrische verpleging worden ook therapeutische handelingen, bijvoorbeeld als co-therapeut uitgevoerd.

## Opleiding

### Vlaanderen
In Vlaanderen studeert men verpleegkunde gericht naar de psychiatrie op twee niveaus. Op hogeschoolniveau studeert men af als bachelor in de psychiatrische verpleegkunde. Daarnaast bestaat er een meer praktische modulair georganiseerde opleiding op het niveau van het hoger beroepsonderwijs via dewelke men afstudeert als gegradueerd verpleegkundige in de psychiatrie.

### Nederland
Van de ruim 180.000 verpleegkundigen in Nederland is naar schatting 13% opgeleid in de psychiatrische verpleging. Deze bijna 24.000 Nederlandse psychiatrisch ofwel GGZ-verpleegkundigen zijn voor 1/3 in bezit van een bachelorkwalificatie (HBO-V); van deze bachelors in de ggz is anno 2014 ca. 7,5 % opgeleid tot verpleegkundig specialist ggz op masterniveau of via een studie verplegingswetenschap gekwalificeerd als scientific master (MScN). Psychiatrisch verpleegkundigen zijn binnen de beroepsgroep verpleegkundigen relatief hoog opgeleid, een groot deel op HBO-niveau en velen in bezit van een bewijs van post-HBO-scholing.
Een grote groep heeft verpleegkundig vervolgonderwijs gevolgd na de bachelorkwalificatie en verkreeg een kwalificatie in de psychiatrische verpleging van specifieke doelgroepen ofwel profileerde zich in een taakdifferentiatie. Overigens is ruim 60% van de psychiatrisch verpleegkundigen in Nederland op MBO-niveau 4 opgeleid tot vakman/vrouw in de (basis) psychiatrische verpleging (MBOV).
Niet alle psychiatrisch verpleegkundigen zijn werkzaam in de gezondheidszorg of in de psychiatrische verpleging. Een deel is werkzaam in andere branches van de gezondheidszorg, zoals de ziekenhuiszorg, de verpleeghuiszorg en ouderenzorg (psychogeriatrie), de gehandicaptenzorg en de thuiszorg. Anderen zijn werkzaam buiten de gezondheidszorg, bijvoorbeeld in het onderwijs, of werken niet meer als verpleegkundige. Daarmee resteert een aantal dat daadwerkelijk in de geestelijke gezondheidszorg werkzaam is. In de ambulante en klinische psychiatrische verpleging in Nederland zijn naar schatting in totaal 16.000 psychiatrisch verpleegkundigen werkzaam.

## Doelstelling zorginstelling
Veel Nederlandse zorginstellingen kozen voor een rechtspersoonlijkheid in stichtingsvorm. Onder "doelstelling" kunnen we in de stichtingsacte de specifieke opdracht aantreffen die men zich stelt in het bieden van gezondheidszorg aan psychiatrische patiënten. Een der doelen is het bieden van "psychiatrische verpleging".

## De Nederlandse zorgverzekering
Sinds de invoering van de Zorgverzekeringswet in 2006 wordt verpleging bekostigd uit twee typen zorgverzekering, de private Zorgverzekeringswet (Zvw) en de Algemene zorgverzekering (AWBZ). Gekoppeld aan DiagnoseBehandelingsCombinaties in de geestelijke gezondheidszorg (DBC-GGZ) is sprake van bekostiging van "psychiatrische verpleging" uit de Zvw. Ook in de zeven specifieke categorieën van zorgzwaartepakketten voor de GGZ in de AWBZ is bedoeld de psychiatrische verpleging in vormen als persoonlijke verzorging, aktiverende begeleiding en behandeling te financieren.
Lijst van verpleegkundige specialisaties · portaal · afbeeldingen